# Pandanus pseudomontanus
Pandanus pseudomontanus là một loài thực vật có hoa trong họ Dứa dại. Loài này được Bosser & J.Guého mô tả khoa học đầu tiên năm 2002.